# Bourdalat
Bourdalat é uma comuna francesa na região administrativa da Nova Aquitânia, no departamento Landes. Estende-se por uma área de 14,31 km². Em 2010 a comuna tinha 243 habitantes (densidade: 17 hab./km²).